# Карбасчан
Карбасча́н — река на западе Чукотского автономного округа России, близ административной границы с Магаданской областью. Длина — 70 км (с Правым Карбасчаном — 93 км). Географическое расположение — юго-западные отроги хребта Уш-Урэкчэн.
Название вероятно произошло от эвен. карбас — «небольшая лодка».

## Характеристика
Карбасчан берёт начало слиянием Левого и Правого Карбасчана, на высоте более 300 метров нум, и, до отметки 241 метр стремится на юго-запад, а после на юг. У устья река делится на две протоки, в одну из которых впадает река Разведчик. Обе протоки впадают в реку Омолон справа.
В верхней части течения (↑241 м нум) по левому берегу реки находится гористая местность, возвышающаяся над рекой на 100÷200 м. По правому берегу — безлесные болота с малыми озёрами.
В нижней части течения (↓241 м нум) скорость водотока 0,9 м/с, ширина 10 м, глубина 0,7 м, а дно состоит из твёрдых пород. Берега в основном покрыты лесом, также имеются заболоченные безлесные территории.
Правая устьевая протока Карбасчана подвержена размыву и в ближайший период станет единственным устьем реки. Таким образом река Разведчик, впадающая в левую протоку, приобретёт новое устье — Омолон. Также по правому берегу правого устья находятся бараки.
По всему своему течению водоток имеет множество речных островов.

## Бассейн
Объекты по порядку от устья к истоку ( км от устья: ← левый приток | → правый приток | — объект на реке ):
- Карбасчан

← Разведчик (0,3-х км)
→ безымянный приток (37-й км)
→ Междуозерный (43-й км)
→ Заветный (55-й км)
← Эге (60-й км)
← Левый Карбасчан (70-й км)
→ Клин (13-й км)
→ Правый Карбасчан (70-й км)
Бассейн Карбасчана на северо-западе граничит с бассейном реки Пятьковеньде, на юго-востоке с бассейном Олоя, а на северо-востоке с бассейнами Ухекачана и Омукчана.

## Топографические карты
- Лист карты Q-57-XXI,XXII. Масштаб: 1 : 200 000. Указать дату выпуска/состояния местности.